# Kontaktblutung
Unter Kontaktblutung versteht man eine Blutung im Genitalbereich nach Geschlechtsverkehr oder mechanischer Beanspruchung (z. B. Scheidenspülungen, Vibrator). Die Kontaktblutung kann ein Symptom eines Gebärmutterhalskrebs oder beim Mann eines Peniskarzinoms sein.